# Іздебкі-Косни
Іздебкі-Косни (пол. Izdebki-Kosny) — село в Польщі, у гміні Збучин Седлецького повіту Мазовецького воєводства.
Населення — 95 осіб (2011).
У 1975-1998 роках село належало до Седлецького воєводства.

## Демографія
Демографічна структура станом на 31 березня 2011 року:
|          | Загалом | Допрацездатний вік | Працездатний вік | Постпрацездатний вік |
| -------- | ------- | ------------------ | ---------------- | -------------------- |
| Чоловіки | 51      | 14                 | 27               | 10                   |
| Жінки    | 44      | 8                  | 22               | 14                   |
| Разом    | 95      | 22                 | 49               | 24                   |